# Церковь Иоанна Воина (Старое Чирково)
Церковь Иоанна Воина — бывшая приходская церковь в селе Старое Чирково Павловского района Ульяновской области. Расположена на территории Барышской епархии Симбирской митрополии Русской православной церкви.

## История
Первая церковь во имя Святителя Николая была построена в селе в конце XVII века. В 1704 году в селе была выстроена новая церковь во имя Иоанна Крестителя. Почти за 200 лет здания церкви неоднократно перестраивалось, взамен старых обветшавших, строились новые здания. Современное здание храма построено в 1895 году на средства прихожан, с правым приделом во имя Николая Чудотворца и левым — во имя Андрея Первозванного. Сейчас церковь заброшена, пустует и разрушается.

## Духовенство
Священник Иван Васильевич Духовников (3.1882 — 1887)
Священник Николай Иванович Леплейский (на 1897)
Псаломщик Александр Иванович Духовников (на 1897)
Священник Евгений Васильевич Пиксанов (1910—1911)
Священник Степан Васильевич Синодский (на 1912)
Псаломщик Филипп Андреевич Родин-Зюрюкин (с 1902 до 1912)

## Описание
Деревянный храм стоит в центре села среди вековых деревьев. Церковь построена по традиционной трёхчастной схеме: храм с пятигранной апсидой и двумя прямоугольными приделами с юга и с севера, трапезная и трехъярусная колокольня. Храм «восьмерик на четверике» завершён широкой восьмигранной луковичной главой, увенчанной восьмиконечным крестом на подкрестном яблоке. Прямоугольная в плане трапезная покрыта на два ската. На квадратные в плане два нижних яруса колокольни установлен восьмигранный ярус — звон с четырьмя арочными проёмами, завершённый восьмигранным шатром. В храме под куполом сохранились росписи на библейские сюжеты, выполненные маслом по холсту. С запада и севера на фасадах сохранилась охристая краска. Само здание стоит на ленточной бутовой кладке из плитнякового известняка, перекрытия пола лежали на кирпичных столбах.

## Святыни
Сохранился медный колокол, снятый с церковной колокольни, который находится в местном пожарном депо. Этот колокол весом в 12 пудов (198 килограммов) был изготовлен в 1908 году на заводе саратовской купчихи Олимпиады Ивановны Медведской. На колоколе сохранились изображения святых и религиозный текст, написанный церковно-славянской вязью.

## Галерея
- Иоанно-Воинская церковь.